# Mistrzostwa Świata w Kolarstwie Torowym 1981
78. Mistrzostwa Świata w Kolarstwie Torowym 1981 odbyły się na torze kolarskim w czechosłowackim Brnie. W programie mistrzostw znalazło się trzynaście konkurencji: sprint i wyścig na dochodzenie dla kobiet, a dla mężczyzn: sprint, wyścig na dochodzenie, wyścig ze startu zatrzymanego zarówno dla zawodowców, jak i amatorów, wyścig drużynowy na dochodzenie zawodowców, wyścig tandemów, wyścig na 1000 m, wyścig punktowy amatorów oraz derny.

## Medaliści

### Kobiety
| Konkurencja                         | Złoto              | Srebro               | Brąz               |
| ----------------------------------- | ------------------ | -------------------- | ------------------ |
| 3000 m indywidualnie na dochodzenie | Nadieżda Kibardina | Tamara Polakowa      | Jeannie Longo      |
| sprint indywidualny                 | Sheila Young       | Claudine Vierstraete | Claudia Lommatzsch |

### Mężczyźni
| Konkurencja                              | Złoto                                                              | Srebro                                                                           | Brąz                                                                       |
| ---------------------------------------- | ------------------------------------------------------------------ | -------------------------------------------------------------------------------- | -------------------------------------------------------------------------- |
| wyścig punktowy zawodowców               | Urs Freuler                                                        | Danny Clark                                                                      | Giuseppe Saronni                                                           |
| wyścig punktowy amatorów                 | Lutz Haueisen                                                      | Leonard Nitz                                                                     | Michael Markussen                                                          |
| wyścig ze startu zatrzymanego zawodowców | René Kos                                                           | Bruno Vicino                                                                     | Wilfried Peffgen                                                           |
| wyścig ze startu zatrzymanego amatorów   | Mattheus Pronk                                                     | Rainer Podlesch                                                                  | Max Hürzeler                                                               |
| indywidualnie na dochodzenie zawodowców  | Alain Bondue                                                       | Hans-Henrik Ørsted                                                               | Bert Oosterbosch                                                           |
| indywidualnie na dochodzenie amatorów    | Detlef Macha                                                       | Dainis Liepiņš                                                                   | Maurizio Bidinost                                                          |
| keirin                                   | Danny Clark                                                        | Guido Bontempi                                                                   | Chiyoshi Kubo                                                              |
| 1 km ze startu zatrzymanego              | Lothar Thoms                                                       | Fredy Schmidtke                                                                  | Siergiej Kopyłow                                                           |
| drużynowo na dochodzenie                 | NRD · Detlef Macha · Bernd Dittert · Alex Grosser · Volker Winkler | ZSRR · Władimir Osokin · Wasilij Ehrlich · Witalij Pietrakow · Aleksandr Krasnow | Czechosłowacja · Martin Penc · Aleš Trčka · František Raboň · Jiří Pokorný |
| tandemy                                  | Czechosłowacja · Ivan Kučírek · Pavel Martínek                     | RFN · Dieter Giebken · Fredy Schmidtke                                           | Polska · Ryszard Konkolewski · Zbigniew Płatek                             |
| sprint indywidualny zawodowców           | Kōichi Nakano                                                      | Gordon Singleton                                                                 | Kenji Takahashi                                                            |
| sprint indywidualny amatorów             | Siergiej Kopyłow                                                   | Lutz Heßlich                                                                     | Detlef Uibel                                                               |
| Derny                                    | Gerrie Knetemann                                                   | Bruno Vicino                                                                     | Wilfried Peffgen                                                           |

## Klasyfikacja medalowa
| Miejsce | Państwo           |   |   |   | Razem |
| ------- | ----------------- | - | - | - | ----- |
| 1.      | NRD               | 4 | 1 | 2 | 7     |
| 2.      | Holandia          | 3 | 0 | 1 | 4     |
| 3.      | ZSRR              | 2 | 3 | 1 | 6     |
| 4.      | Australia         | 1 | 1 | 0 | 2     |
|         | Stany Zjednoczone | 1 | 1 | 0 | 2     |
| 6.      | Japonia           | 1 | 0 | 2 | 3     |
| 7.      | Czechosłowacja    | 1 | 0 | 1 | 2     |
|         | Francja           | 1 | 0 | 1 | 2     |
|         | Szwajcaria        | 1 | 0 | 1 | 2     |
| 10.     | RFN               | 0 | 3 | 2 | 5     |
|         | Włochy            | 0 | 3 | 2 | 5     |
| 12.     | Dania             | 0 | 1 | 1 | 2     |
| 13.     | Belgia            | 0 | 1 | 0 | 1     |
|         | Kanada            | 0 | 1 | 0 | 1     |
| 15.     | Polska            | 0 | 0 | 1 | 1     |